# Lyskonoh úzkozobý
Lyskonoh úzkozobý (Phalaropus lobatus) je malý bahňák z čeledi slukovitých.

## Popis
Podobá se lyskonohu ploskozobému, ve všech šatech má však velmi tenký zobák, který je vždy celý tmavý. Ve svatebním šatu je pestře zbarvený – temeno, tváře, zadní část krku, strany hrudi s hřbet jsou šedé, strany krku do různé míry rezavé (více u samic), hrdlo a skvrna nad okem jsou bílé. V prostém šatu má šedivý hřbet s bělavými lemy, trochu černé barvy má v týle a za okem. Hnízdí v bažinách, nad hranicí lesa a v tundře; zasahuje dále do vnitrozemí a výše do hor než lyskonoh ploskozobý. Do České republiky se zatoulává hlavně na podzim. Mají neobvyklý polyandrický systém páření, kde se samci starají o vejce a mláďata a jasně zbarvené samice o samce soupeří a chrání si je, dokud není snůška kompletní.

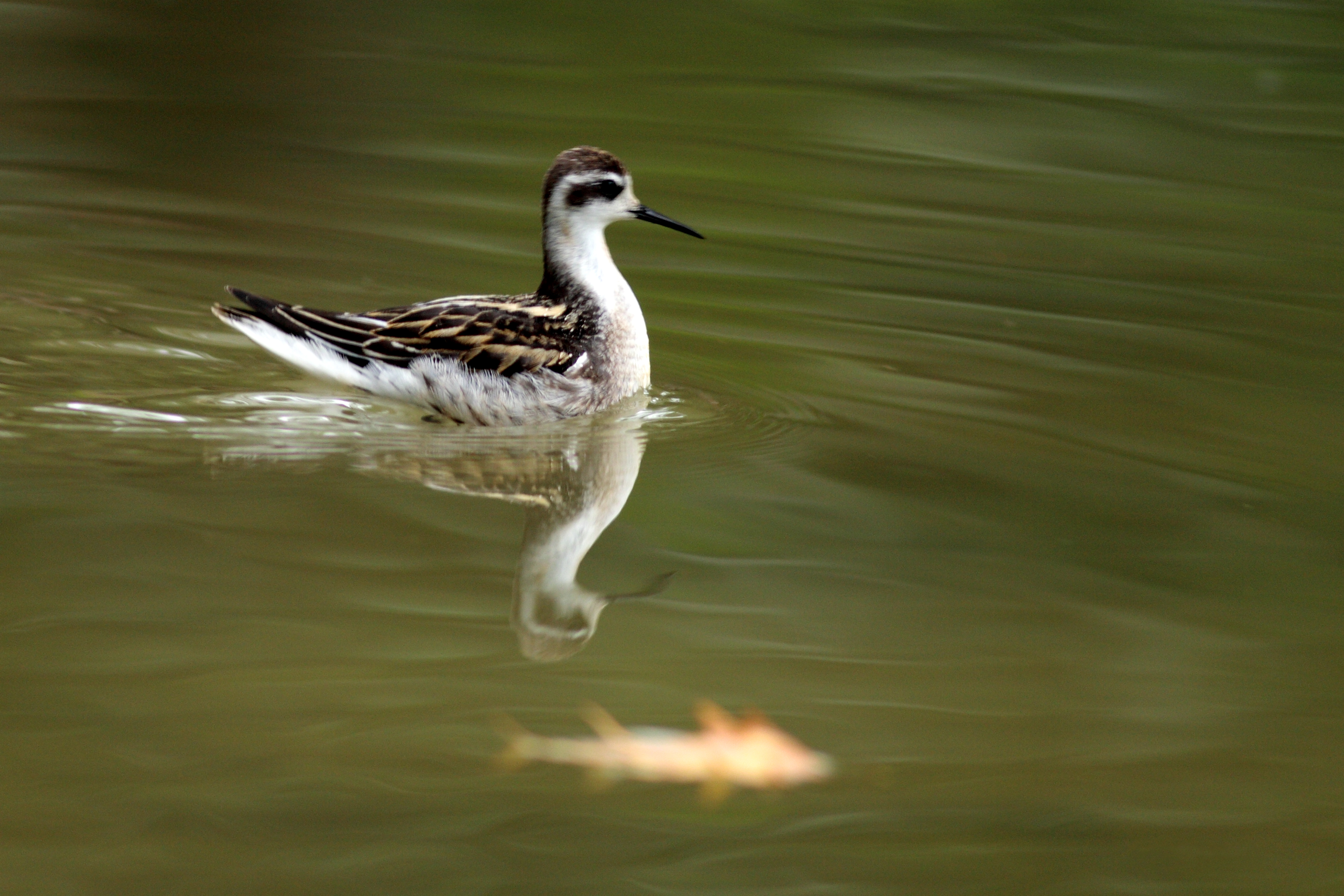
Lyskonoh úzkozobý, mladý pták
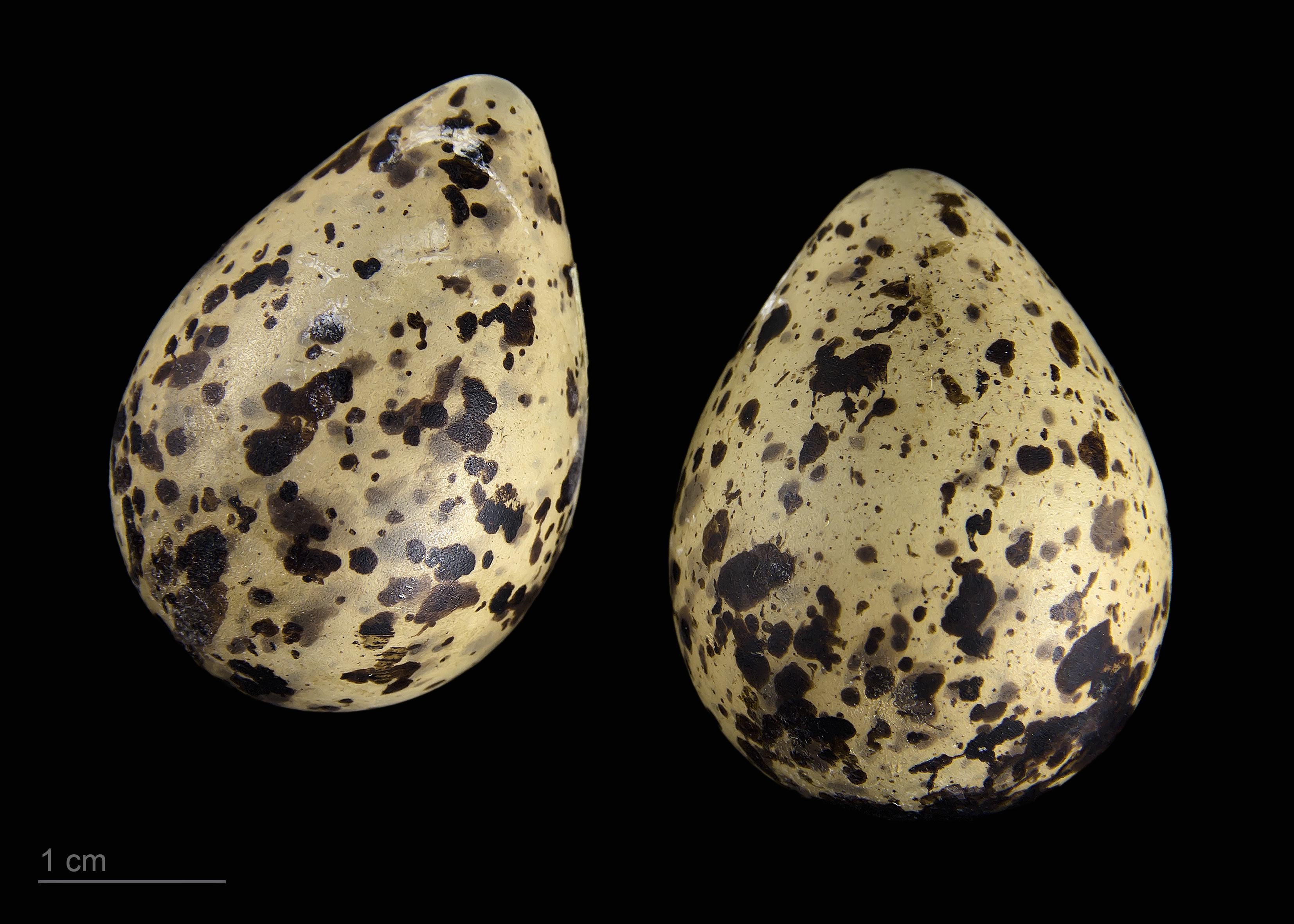
Vejce lyskonoha úzkozobého (Phalaropus lobatus)